# William George Clark
Pour les articles homonymes, voir William Clark (homonymie) et Clark.
William George Clark (1er octobre 1865 - 18 janvier 1948) est un homme politique canadien qui est Lieutenant-gouverneur du Nouveau-Brunswick.

## Biographie
William George Clark naît le 1er octobre 1865 à Queensbury, au Nouveau-Brunswick.
Clark entre au conseil municipal de Fredericton en 1917 et devient maire de la ville de 1925 à 1935. Il est ensuite élu député fédéral de la circonscription de York—Sunbury le 14 octobre 1935 sous l'étiquette libérale. Il est par la suite nommé lieutenant-gouverneur du Nouveau-Brunswick du 5 mars 1940 au 1er novembre 1945. 
Il meurt le 18 janvier 1948.